# Iglesia de Nuestra Señora de la Visitación (Villanueva de Duero)
La iglesia de Nuestra Señora de la Visitación es un templo católico ubicado en la localidad de Villanueva de Duero , Provincia de Valladolid, Castilla y León, España.

## Descripción
Es una iglesia de estilo mudéjar del siglo XVI en ladrillo, piedra y tapial. Tiene tres naves entre pilares rectangulares y arcos de medio punto, donde la central, algo más alta y amplia que las laterales, se cubre con bóveda de cañón rebajado. A los pies del templo se sitúa la torre, de piedra en su primer tramo y de ladrillo el resto, coronada además por un chapitel empizarrado del siglo XVIII.
En su interior, además del retablo, entre las tallas de la iglesia destaca un Cristo Yacente del taller de Gregorio Fernández, una Piedad en alabastro policromado de mediados del siglo XV y dos relieves en madera, labrados por algún seguidor de Gregorio Fernández. También se encuentran tallas como son el Cristo de Nazareno y el Cristo Resucitado. Se encuentran las esculturas de los patrones de la localidad San Antonio de Padua y Santa Isabel.